# 금대반
《금대반》(중국어: 金大班, 병음: Jīn dà bān 진다반[*], Memoirs Of Madam Jin 메모리즈 오프 마담 진[*])은 중화인민공화국의 텔레비전 드라마이다. 중화민국 작가 백선용의 유명 소설 《금대반의 마지막 밤》(金大班的最后一夜)을 현대적인 관점에서 새롭게 각색한 사극이다. 1940년대 말에서 1960년대까지 상하이와 대만을 배경으로, 당시 시대를 풍미했던 무희 금조려의 파란만장한 인생과 슬픈 러브 스토리를 그려낸 작품이다.
중국에서는 2009년 9월 29일부터 장쑤 텔레비전 청시 채널에서, 대한민국에서는 2011년 1월 3일부터 케이블 채널인 중화TV에서 방영되었다.

## 등장 인물
- 저우위민 (周渝民) : 성월여 (盛月如) 역
- 판빙빙 (范冰冰) : 금조려 / 금대반 (金兆麗/金大班) 역
- 봉중신 (方中信) : 곽세굉 (郭世宏) 역